# Овоц, Альфред
Альфред Антони Овоц (пол. Alfred Antoni Owoc; р. 7 июня 1955, Зелёна-Гура, Польша) — польский политик, врач, профессор медицинских наук, депутат сейма III и IV созывов.

## Биография
Окончил врачебное отделение Медицинской Академии в Познани (1980). В 1980 работал врачом в Сулехуве. В 1999 получил степень доктора медицинских наук. 15 апреля 2015 президент Польши присвоил ему титул профессора медицинских наук.
Как академический преподаватель исполнял функции ректора Люблинской высшей школы социального здоровья в Зелёной Гуре, профессора в отделении естественных наук Щецинского университета и профессора Зеленогурского университета. Преподавал также в Люблинском медицинском университете. В период правительства Лешека Миллера был национальным консультантом по социальной медицине. Член Польского врачебного общества, избирался президентом Польского общества охраны здоровья и социальной медицины.
23 июня 2016 года получил звание почётного профессора Тернопольского государственного медицинского университета имени И. Я. Горбачевского.

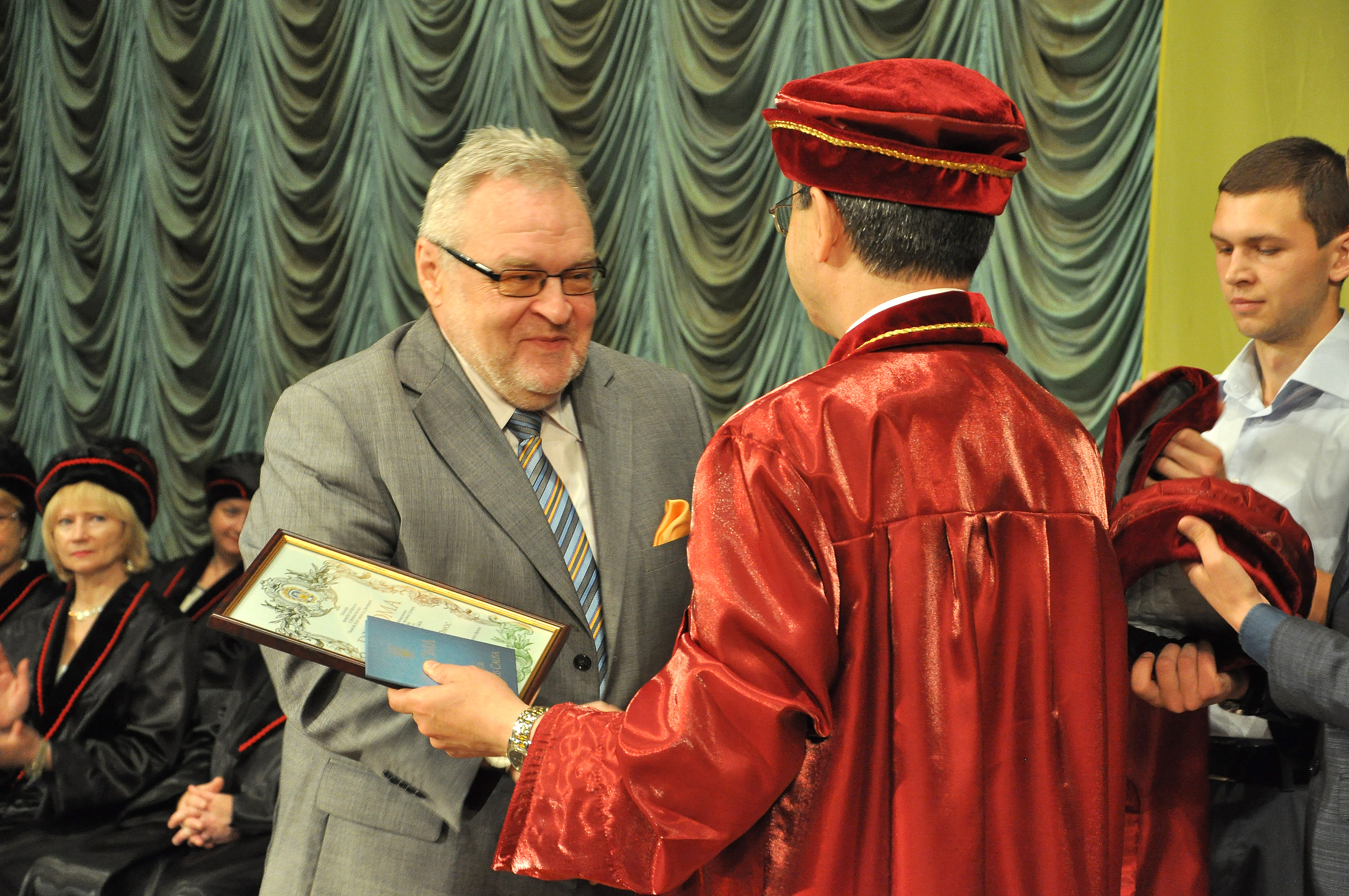
Михаил Корда вручает диплом почётного профессора ТГМУ Альфреду Овоцу
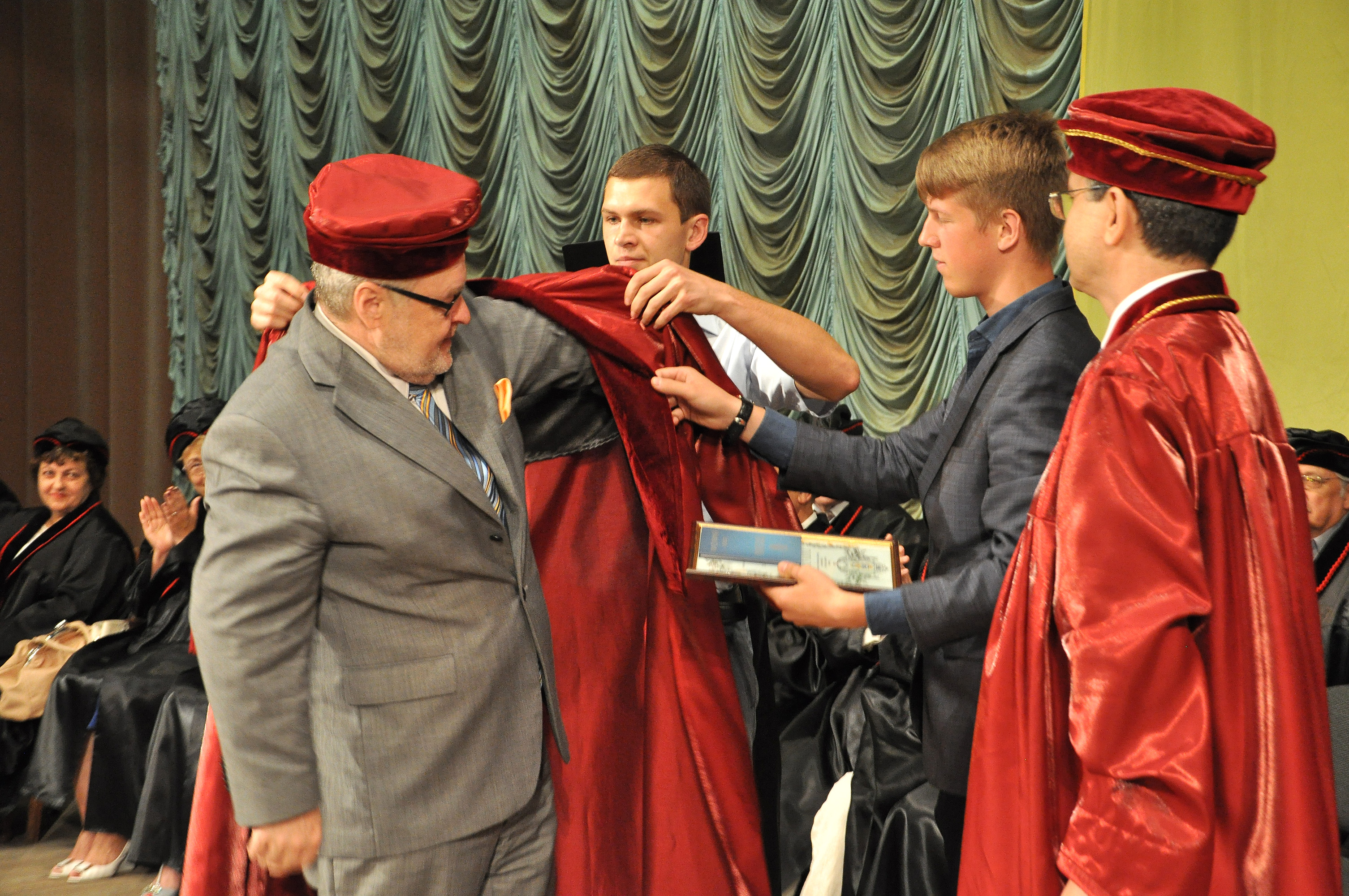
Студенты помогают Альфреду Овоцу надеть мантию
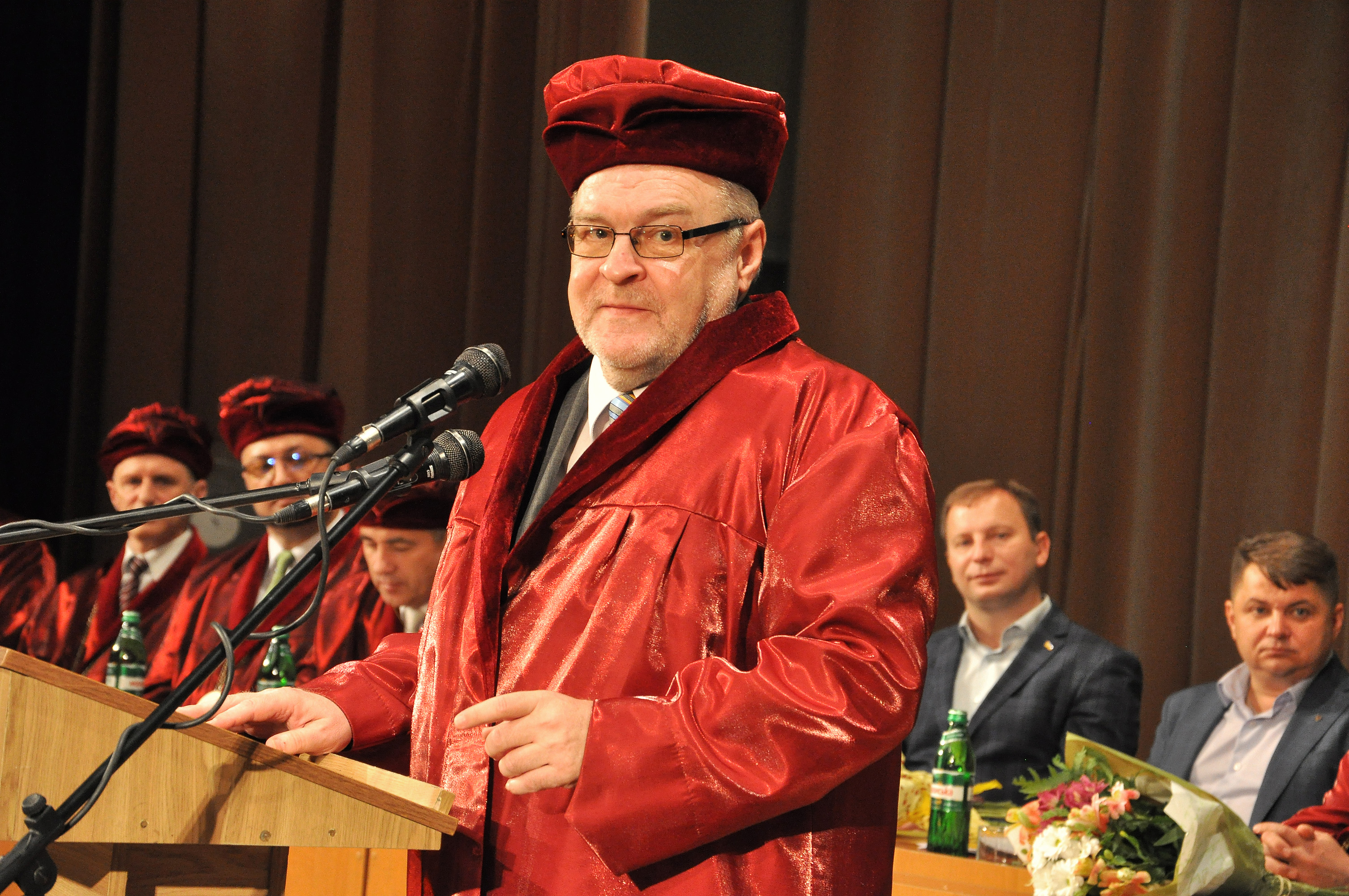
Выступает Альфред Овоц

### Общественная деятельность
Был членом Польской объединённой рабочей партии, в 1984 выступил соучредителем Всепольского профсоюзного соглашения. В 1997-2005 — депутат III и IV созыва польского сейма от Союза демократических левых сил из округов Зелёной Гуры № 52 и № 8.
В 2000 был участником дорожного происшествия. Полиции пояснял, что запах алкоголя чувствуется от используемого опрыскивателя.
В 2003 уволен из парламентской фракции Союза демократических левых сил после ситуации с голосованием в «четыре руки». Позже поступил в парламентскую фракцию Уния труда.
Безрезультатно баллотировался в Сенат (2005) и в Сеймик Люблинского воеводства (2010 и 2014) по списку Союза демократических левых сил. В 2011 провинциальные власти Союза демократических левых сил рекомендовали его кандидатуру в Сенат, но в конечном варианте его фамилии не было.